# علي بن محمد السنوسي
علي بن محمد السنوسي شاعر وعالم سعودي، ووالد الشاعر محمد بن علي السنوسي، ولد في مكة المكرمة عام 1897م، وفيها نشأ وتلقى تعليمه برفقة والده محمد بن يوسف السنوسي، توفى والده وهو لم يتجاوز 13 سنة، فقَصد على إثر ذلك جازان عام 1910م، بغية القرب من صديق والده محمد بن علي الإدريسي الذي كان له بالغ الأثر عليه، ومن جازان إلى اليمن حيث تلقى العلوم في كلاً من زبيد والمراوعة، وقضى سنوات في اليمن تركت أثرها على شخصيته العلمية، وكانت سبباً في تمكينه من مناصب القضاء، والتعليم والخطابة بعد عودته إلى جازان عام 1915م وهو شاعر مخضرم تولى منصب القضاء في عهد الإدريسي وبقي فيه حتى بعد أن دخلت جازان تحت الحكم السعودي وله رسالة منشورة عنوانها السماط الممدود في رباط المحبة والعهود ما بين الأدارسة وآل سعود وهو من أوائل شعراء جازان الذين نشروا شعرهم في الصحف، ولم تُنشر قصائده في ديوان واحد مستقل، بل نشرت في عدد من المصادر المتفرقة بعد وفاته عام 1944م، منها (مجموع شعراء الجنوب) الذي طُبع في عدن عام 1951م، وكتاب المفقود من شعر علي بن محمد السنوسي الذي صدر في طبعته الأولى في أبها عام 1988م.

## نسبه
هو علي بن محمد بن يوسف بن أبي بكر بن محمد السنوسي، يرجع نسبه إلى عائلة السنوسي المعروفة ببلاد المغرب العربي وقد جاء والده إلى مكة المكرمة من مدينة في المغرب تسمى العرائش

## حياته
ولد علي بن محمد السنوسي في مكة المكرمة عام 1897م، وفيها نشأ وتلقى تعليمه برفقة والده محمد بن يوسف السنوسي، وتوفى والده وهو لم يتجاوز 13 سنة، فقَصد على إثر ذلك جازان عام 1910م، بغية القرب من صديق والده محمد بن علي الإدريسي الذي كان له بالغ الأثر عليه وكان عوناً له في أغلب أمور حياته، إذ أعانه على الزواج والسفر لأجل العلم، ورعاه هو وشقيقه منذ وصولهما إليه، ومن جازان إنطلق علي بن محمد السنوسي إلى اليمن حيث تلقى العلوم في كلاً من زبيد والمراوعة، وقضى سنوات في اليمن تركت أثرها على شخصيته العلمية، وكانت سبباً في تمكينه من مناصب القضاء، والتعليم والخطابة بعد عودته إلى جازان عام 1915م.
تزوج عام 1918م وأنجب ابنه محمد بن علي السنوسي عام 1924م، وكان راوياً للأدب، وعالماً في الفقه والبلاغة والبيان، وكانت له حلقة علمية معروفة في منطقة جازان، تعلم منه واستزاد عدد من الشخصيات منهم محمد بن أحمد العقيلي، عبد القادر علاقي، علي بن محمد صالح عبد الحق، ومحمد زارع عقيل، وهو أحد المؤثرين على شخصياتهم وتفوقهم الفكري، وهو شاعر مخضرم تولى منصب القضاء في عهد الإدريسي وبقي فيه حتى بعد أن دخلت جازان تحت الحكم السعودي، ومر شعره بمراحل متنوعة ومختلفة. ومن أبرز صفاته أنه كان لا يترك الحديث باللغة العربية الفصحى في أي وقتٍ ومكان، وصاحب منزلة اجتماعية وعلمية جمع ما بين رصانة العلماء ورهافة الشعراء.

## أعماله
لم تنشر أعمال علي بن محمد السنوسي في ديوان مستقل، ولم يكن له سوى رسالة منشورة بعنوان السماط الممدود في رباط المحبة والعهود ما بين الأدارسة وآل سعود وهو عمل نثري فصيح، وبعد وفاته نشرت له قصائد متفرقة في عدد من المصادر منها مجموع شعراء الجنوب الذي طُبع في عدن عام 1951م، وكتاب المفقود من شعر علي بن محمد السنوسي الذي صدر في طبعته الأولى من مطابع الجنوب في أبها عام 1988م، وكتاب شعر علي بن محمد السنوسي الصادر عام 1992م عن نادي جازان الأدبي.

## بعض قصائده
قصيدة مؤرخة بـ 30 نوفمبر 1935م، نُشرت في كتاب مجموع شعراء الجنوب يقول فيها علي بن محمد السنوسي:
وقصيدة أخرى مؤرخة بـ 7 مارس 1936م، يقول فيها:

## مؤلفات تحدثت عنه
«ترجم له أكثر مؤرخي الأدب السعودي، كما تحدث عن تجربته عدد من النقاد، منهم عبد القدوس الأنصاري، ومحمد أحمد العقيلي، ومحمد بن سعد بن حسين، وحجاب الحازمي، وعبد الله الحامد، وعبد الله أبو داهش، وحسن النعمي، لقبه عبد القدوس الأنصاري، بـ» شيخ شعراء جازان«، وعده حجاب الحازمي من شعراء جازان المخضرمين، وقال فيه:» شاعر تنساب ألفاظه كما ينساب النهر الدفاق«، ووصف عبد الله أبوداهش شعره بالأصالة، وجمال الصياغة، وحسن التأليف».
ومن المؤلفات التي تحدثت عنه:
- التاريخ الأدبي لمنطقة جازان، محمد بن أحمد العقيلي، النادي الأدبي، جازان، الطبعة الأولى، 1413هـ/1992م.
- الشعر في منطقة جازان من 1351-1418هـ: دراسة موضوعية وفنية، حسن بن أحمد النعمي، النادي الأدبي، جازان، الطبعة الأولى، 1430هـ/2009م.
- لمحات عن الشعر والشعراء في منطقة جازان خلال العهد السعودي، حجاب ابن يحيى الحازمي، الحازمي، النادي الأدبي، جازان، الطبعة الأولى، 1422هـ/2001م.
- المفقود من شعر علي بن محمد السنوسي، جمع وتحقيق: عبد الله أبو داهش، مطابع الجنوب، أبها، الطبعة الأولى، 1408هـ/1988م.
- من شعر علي بن محمد السنوسي، جمع ودراسة وتحقيق: عبد الله أبو داهش، النادي الأدبي، جازان، الطبعة الأولى، 1412هـ/1992م.
- والدي السيد علي السنوسي، محمد بن علي السنوسي، مجلة المنهل، مجلد 29، ذو الحجة 1388هـ.
- قاموس الأدب والأدباء في المملكة العربية السعودية، الجزء (2)، دارة الملك عبد العزيز، الرياض، 1435هـ.